# Sexuella manus
| Sexuella manus |
| --- |
| - Betydelse – teori om socialt och kulturellt nedvärvda regler om sexualitet - Bakgrund – John H. Gagnon och William Simon, 1973 - Varianter – kulturella scenarier, interpersonella manus, intrapsykiska manus |

Sexuella manus eller sexuella skript (engelska: sexual scripts) är socialt och kulturellt nedvärvda regler vad gäller sexualitet. Teorin om sexuella manus lanserades 1973 av sociologerna John H. Gagnon och William Simon, i deras banbrytande bok Sexual Conduct. The Social Source of Human Sexuality.

## Definition
De sexuella manusen är enligt Gagnon och Simon formler för hur människor beter sig sexuellt i olika sociala situationer och relationer. Manusen skapas både på ett samhälleligt och ett personligt plan och förändras ständigt. Föränderligheten styrs ofta av samhälleliga institutioner som familj, skola och lagar, vilka begränsar vad som är möjligt för en person, inom en viss social grupp, kön, etnicitet med mera.
Manusen utformas också genom den typ av berättelser som erotica och annan fiktion bidrar med. Sedan millennieskiftet har det blivit vanligare med erotiska romaner där kvinnor tar initiativ till en sexuell relation, men det är fortfarande normen i massmarknadsfiktionen att mannens sexualitet och initiativförmåga är en viktigare drivkraft för både berättelsen och för utformandet av relationen.

## Olika scenarier
Sexuella manus delas enligt Gagnon och Simon i första hand upp i tre olika nivåer eller scenarier – kulturella, interpersonella och intrapsykiska. De kulturella scenarierna motsvaras av de gemensamma värderingar och normer som samhället producerar kollektivt, och här skapas ramen för de sexuella manus som är möjliga. I det offentliga ljuset presenteras och förordas vissa beteenden, medan andra stigmatiseras eller till och med förklaras olagliga. De kulturella scenarierna ger definitioner på sexuella objekt, målsättning och egenskaper som är åtråvärda och lämpliga för individen att ta till sig. Exempel är när man bör göra sexualdebut, vilket åldersspann mellan sexpartners som anses lämpligt och vad man bör eller inte bör ägna sig åt i sängkammaren.
I specifika sociala situationer krävs att man modifierar det kulturella scenariet. Detta sker via de interpersonella manus som individerna utvecklar för att bättre kunna hantera den aktuella situationen. Slutligen finns intrapsykiska manus, som är individens egen interna upplevelse av sexuella manus. Här förbereder individen strategier för att interagera med andra via de interpersonella manusen. Individen hämtar sin egen sexuella vilja från sina egna sexuella fantasier, önskningar och minnen.

## Kompletterande manus
Dessutom kan diskuteras omkring genusmanus, regler baserade på hur genus styr personers handlande utifrån samhällets rolltilldelning av individernas kön. Män förutsätts för det mesta ta sexuella initiativ och oftare vara dominanta i sociala eller sexuella sammanhang. Utöver detta finns traditionellt en outtalad heterosexuell norm.